# Визит папы римского Франциска в Казахстан

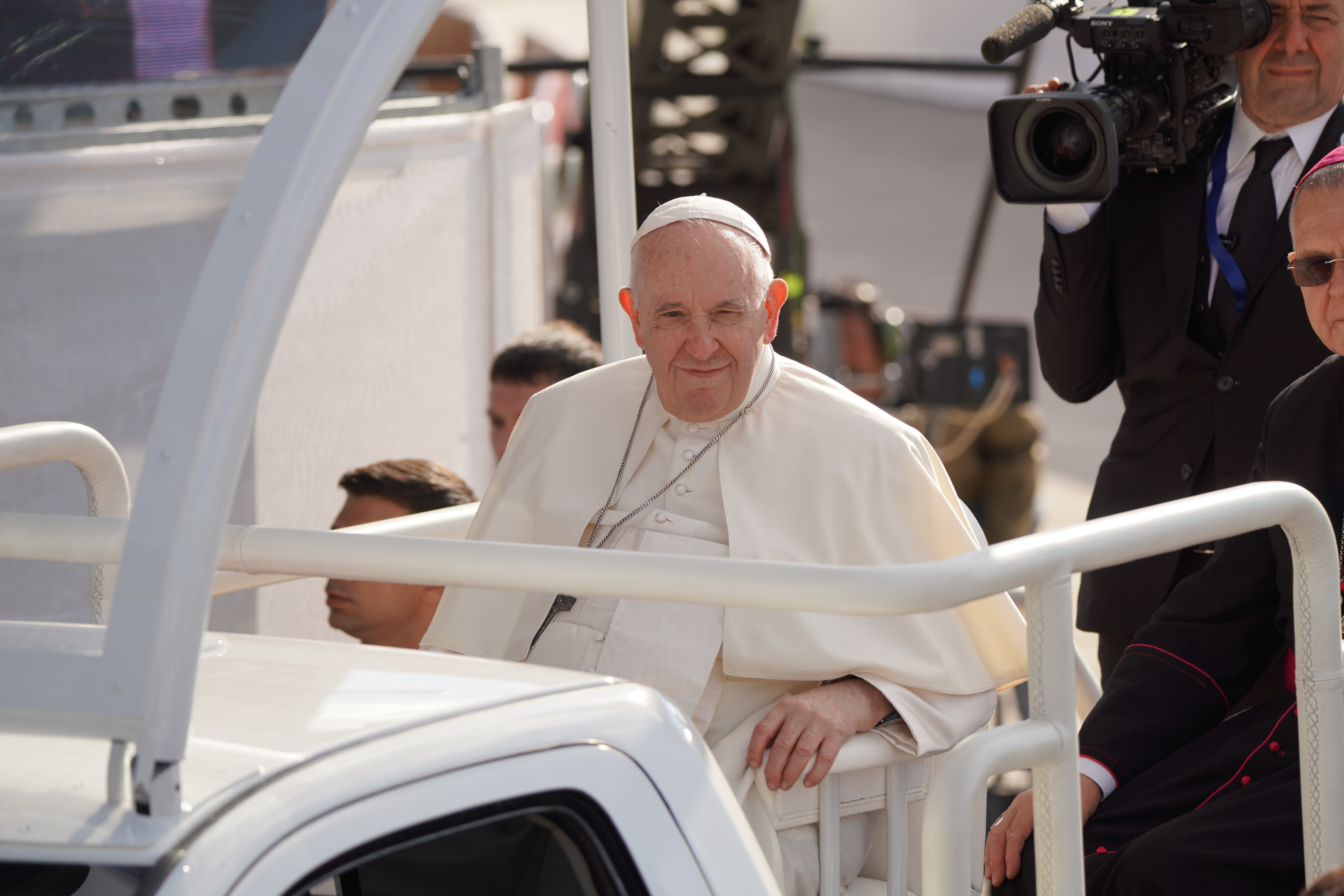
Визит папы римского Франциска в Казахстан

Апостольский визит папы римского Франциска в Казахстан — 38-я по счёту зарубежная поездка папы Франциска, состоявшаяся с 13 по 15 сентября 2022 года. Это первая поездка Франциска в страны Центральной Азии, и первый визит понтифика в Казахстан после того, как в 2001 году страну посетил Иоанн Павел II. В рамках визита Франциск принял участие в VII съезде мировых и традиционных религий и совершил святую мессу в Нур-Султане.

## График визита
| 13 сентября 2022, вторник | 13 сентября 2022, вторник |
| ------------------------- | --- |
| 7:15 (UTC+2)              | Вылет из международного аэропорта Рим-Фьюмичино в Нур-Султан                                                                        |
| 17:45 (UTC+6)             | Прибытие в международный аэропорт «Нурсултан Назарбаев»                                                                             |
| 17:45 (UTC+6)             | Официальный приём |
| 18:30 (UTC+6)             | Церемония встречи в президентской резиденции Акорда                                                                                 |
| 18:45 (UTC+6)             | Визит к президенту Казахстана Касым-Жомарту Токаеву                                                                                 |
| 19:30 (UTC+6)             | Встреча с представителями власти, гражданского общества и дипломатического корпуса в зале «Казахконцерт»                            |
| 14 сентября 2022, среда   | |
| 10:00 (UTC+6)             | Открытие и пленарная сессия VII съезда мировых и традиционных религий (Дворец Независимости)                                        |
| 12:00 (UTC+6)             | Встречи с различными религиозными лидерами (Дворец Независимости)                                                                   |
| 16:45 (UTC+6)             | Святая месса (территория EXPO) |
| 15 сентября 2022, четверг | |
| 9:00 (UTC+6)              | Встреча с членами Общества Иисуса в апостольской нунциатуре                                                                         |
| 10:30 (UTC+6)             | Встреча с поместным духовенством, монашествующими, семинаристами и пастырскими работниками в соборе Божией Матери Неустанной Помощи |
| 15:00 (UTC+6)             | Закрытие VII съезда мировых и традиционных религий (Дворец Независимости)                                                           |
| 16:15 (UTC+6)             | Прощальная церемония в международном аэропорту «Нурсултан Назарбаев»                                                                |
| 16:45 (UTC+6)             | Вылет из международного аэропорта «Нурсултан Назарбаев» в Рим                                                                       |
| 20:15 (UTC+2)             | Прибытие в международный аэропорт Рим-Фьюмичино                                                                                     |

## День 1. 13 сентября
Борт, на котором прилетел папа римский, сопровождали самолёты Сил воздушной обороны Казахстана. В международном аэропорту «Нурсултан Назарбаев» Франциска встретил президент Казахстана Касым-Жомарт Токаев. Во время церемонии главы государств представили друг другу членов делегаций двух стран. Затем в каминном зале президентского терминала аэропорта Франциск и Токаев провели краткую беседу.
По окончании встречи кортеж выехал в президентскую резиденцию Акорда, где состоялась торжественная церемония встречи и двусторонняя встреча понтифика с президентом Казахстана.
Во время встречи с представителями гражданского общества и дипломатического корпуса папа римский призвал к миру в «безумной и трагической войне, которая началась с вторжения в Украину». Свою речь понтифик вокруг казахского национального музыкального инструмента — домбры:
...в первую очередь, в этой стране звучат мелодии двух душ — азиатской и европейской, благодаря чему определяется её непрестанная «миссия — соединять два континента»; «мост между Европой и Азией», «соединительное звено между Востоком и Западом». Струны домбры как правило звучат вместе с другими струнными инструментами – типичными в этих местах: их звук сливается в единое целое, единый хор, образовывая и созидая гармонию, которая упорядочивает общественную жизнь. Местная поговорка гласит: «начало успеха — единство». Это безусловно важно везде, но здесь особенно: в стране насчитывается почти сто пятьдесят этнических групп и более восьмидесяти языков. Это народы с различными историями, культурными и религиозными традициями, которые все вместе образуют невероятную симфонию и делают Казахстан полиэтнической, мультикультурной и многоконфессиональной уникальной лабораторией, указывая на его особое призвание – быть Страной встречи.

## День 2. 14 сентября

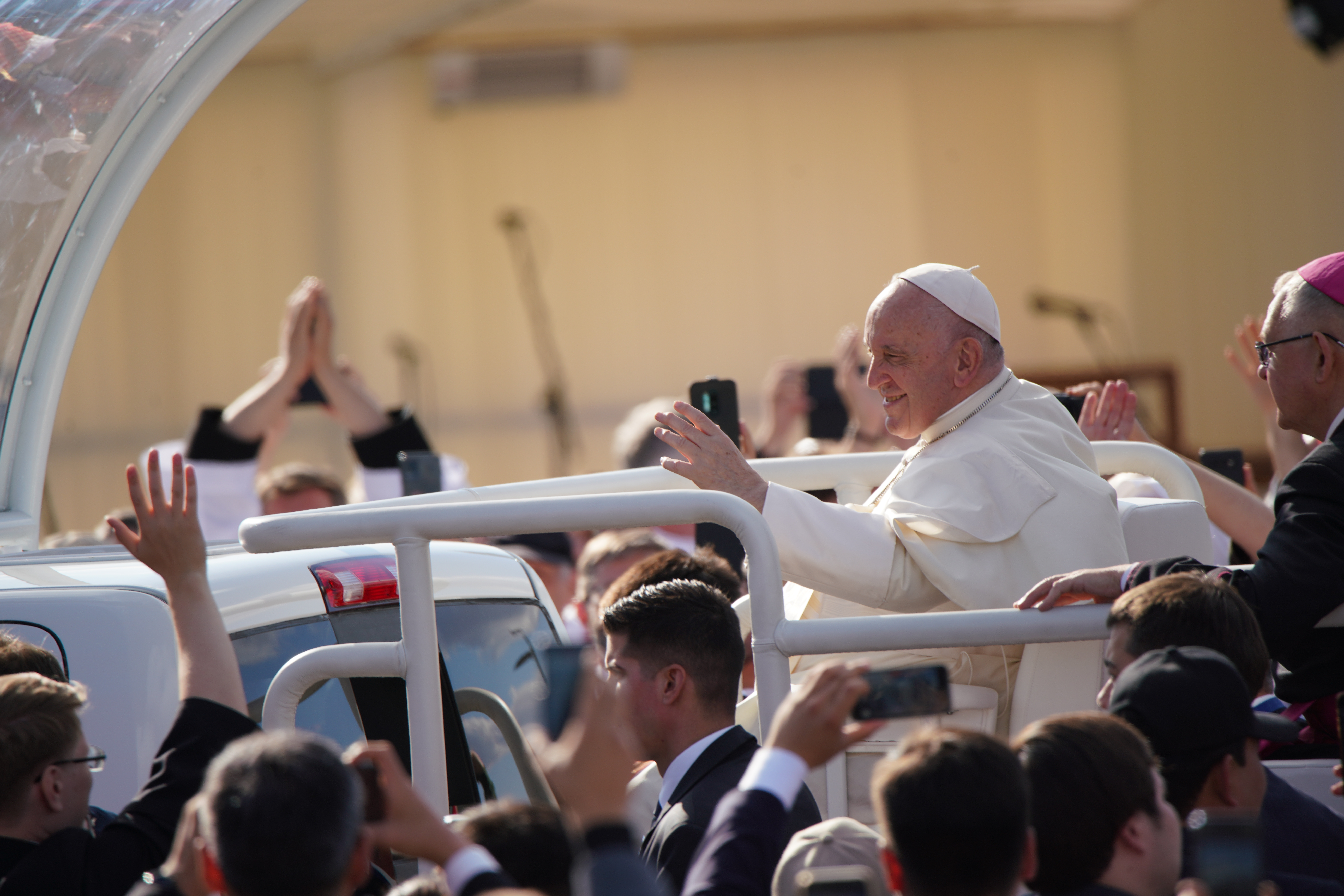
Франциск приветствует участников святой мессы

На открытии VII съезда мировых и традиционных религий папа римский Франциск напомнил о своей вчерашней речи о домбре и сказал, что «сегодня с музыкальным инструментом я хотел бы связать голос. Голос самого знаменитого поэта этой земли — отца её современной литературы, композитора, который часто изображается именно с домброй, — Абая»:
Бог есть мир и ведёт он всегда к миру, никогда к войне. Поэтому давайте с ещё большей силой посвятим себя содействию, укреплению необходимости того, чтобы конфликты разрешались не никчёмными доводами силы, не оружием и угрозами, а лишь теми средствами, которые благословляет небо. Теми средствами, которые достойны человека: встречи, диалог, терпеливые переговоры, которые мы проводим с особой заботой о детях, о молодых поколениях. В них живёт надежда, надежда о том, что мир — это не хрупкий итог мучительных переговоров, но плод постоянного усердного воспитания, которое приближает их мечты о прогрессе и будущего к исполнению. Абай в связи с этим призывал расширять знания, выйти за пределы своей культуры, принять познание, историю и литературу других. Прошу вас, давайте будем вкладывать в образование, а не в оружие.
В съезде также приняли участие президент Казахстана Касым-Жомарт Токаев, верховный имам аль-Азхара Шейх Мухаммад Ахмад Ат-Тайеб, председатель Отдела внешних церковных связей Московского патриархата, митрополит Волоколамский Антоний, главный сефардский раввин Израиля Ицхак Йосеф и другие религиозные лидеры.

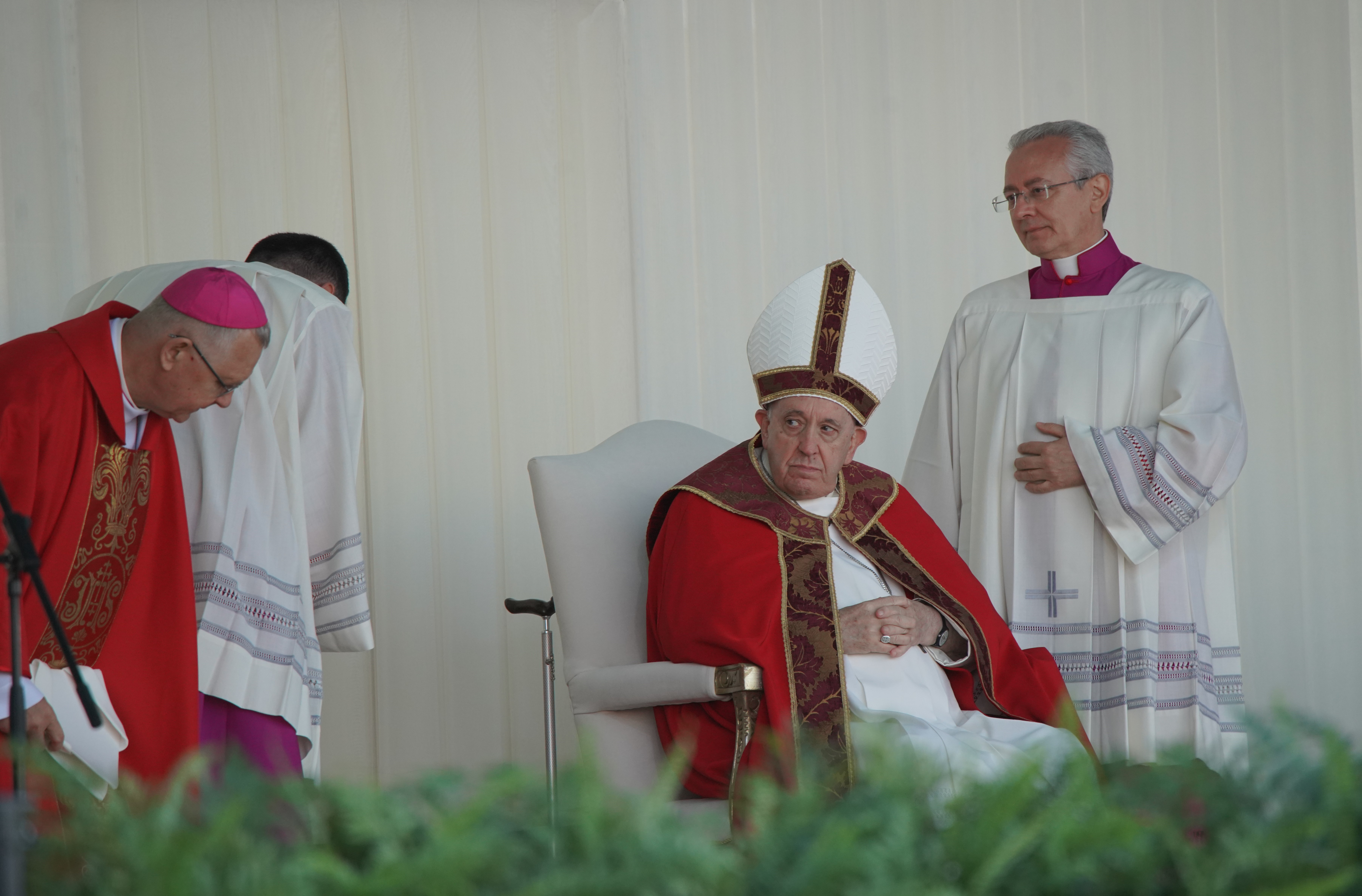
Святая месса с участием папы римского

На святую мессу с участием понтифика на территории EXPO, на площадь перед павильоном «Нур-Алем» пришли приблизительно 10 тысяч человек. Билеты на мессу были бесплатными, но распределялись заранее при предъявлении документа, удостоверяющего личность. Перед богослужением Франциск проехал между рядов на папамобиле и поприветствовал присутствующих. Богослужение проходило на латыни, русском и казахском языках. В своей проповеди Франциск использовал образы змей, кусающих человека, и змея, который спасает.
Обращаясь к верующим, папа римский упомянул войну на Украине, призвал не привыкать к войне и не смиряться с её неизбежностью, а также призвал молиться о мирном урегулировании конфликта между Азербайджаном и Арменией.

## День 3. 15 сентября
Утром в последний день визита папа Франциск встретился в резиденции апостольской нунциатуры Нур-Султана в частном порядке с членами Общества Иисуса. С понтификом встретились 19 из 25 отцов-иезуитов из Российского региона, в который входят Беларусь, Россия, Киргизия и Таджикистан (в Казахстане члены ордена не присутствуют). На встрече обсуждались текущие геополитические вопросы с особым акцентом на пастырское измерение.
Затем папа встретился с духовенством, монашествующими, семинаристами и пастырскими работниками в кафедральном соборе Божией Матери Неустанной Помощи. От имени Католической церкви Казахстана Франциска приветствовал президент поместного епископата, ординарий епархии Пресвятой Троицы в Алматы Хосе Луис Мумбиела Сьерра. Во время встречи прозвучали свидетельства мирянина — отца пятерых детей, многодетной супруги грекокатолического священника, монахини и ректора духовной семинарии в Караганде.
Франциск принял участие на закрытии VII съезда мировых и традиционных религий. В своём выступлении он напомнил, что девиз его визита — «Посланники мира и единства» (каз. «Бейбітшілік пен бірліктің елшілері»). Понтифик призвал всех к миру, повышению роли женщины, заботе об образовании молодёжи.
В аэропорту Нур-Султана в память о пребывании в Казахстане президент Касым-Жомарт Токаев подарил папе римскому домбру.
Во время полёта из Нур-Султана в Рим на борту была организована итоговая пресс-конференция, на которой папа римский отметил мирное сосуществование конфессий в Казахстане:
На встрече в Кафедральном соборе я был счастлив видеть католиков такими восторженными, счастливыми и радостными! Такое прекрасное сосуществование с мусульманами — это очень хорошо! Что касается съезда, кто-то критиковал и говорил мне, что это увеличивает релятивизм. Но никакого релятивизма! Каждый имел своё мнение, каждый уважал другое, но все разговаривали друг с другом, как братья, потому что если нет диалога, то есть либо невежество, либо война. Лучше жить, как братья. Я не отрекаюсь от своей веры, если говорю с верой другого, напротив — я слушаю его. В эти дни нам представилась замечательная возможность собраться вместе и показать всем истинную и неотъемлемую суть религии.